# Muscovadosukker
Muscovadosukker er rørsukker, der ikke er blevet raffineret. Denne sukkerart er særligt kendetegnet ved mindre sukkerkrystaller (mellem 0,30-0,40 mm) end traditionelt rørsukker (demerarasukker), der har en kornstørrelse på 0,90-1,20 mm.
I kraft af, at det er uraffineret, har muscovadosukker et større indhold af sirup, og er dermed mere fugtigt end demerarasukker.
Begge sukkertyper stammer fra øen Mauritius i Det Indiske Ocean.
Muscovadosukker findes i to varianter:
- Lys med karamelagtig smag og en sukkerprocent på 94-95.
- Mørk med lakridsagtig smag og en sukkerprocent på 89-91.

| Mad og drikke | Spire Denne artikel om mad og drikke er en spire som bør udbygges. Du er velkommen til at hjælpe Wikipedia ved at udvide den. |